# 朗廷酒店集團
朗廷酒店集团是一家国际酒店管理公司，「朗廷酒店」（The Langham Hotel）原為伦敦朗廷酒店的名稱，經多次轉手後落入香港鷹君集團有限公司手上，成為其全資附屬公司，該集團將旗下多間酒店納入新成立的酒店集團之中，並以位於伦敦的酒店原名作為該酒店集團之名稱，朗廷酒店集团因而成立。現時的集團總部設於香港島灣仔鷹君中心27樓。

## 旗下酒店
朗廷酒店集團旗下共設有三大品牌，包括：
- 朗廷酒店及度假酒店（The Langham Hotels and Resorts），包含朗廷酒店（The Langham）及朗豪酒店（Langham Place）[註 1]
- 康得思酒店（Cordis）
- 奕凨（Ying'nFlo）

多倫多車路士酒店（Chelsea Hotel, Toronto）
多倫多車路士酒店是加拿大境內最大型的酒店，擁有1,590個房間。母公司鷹君集團自資擁有，朗廷酒店集團負責管理。原屬逸東酒店品牌體系的一部分並名為Eaton Chelsea，於2018年逸東酒店脫離朗廷酒店集團體系後，成為獨立的聯屬酒店（affiliate hotel）。
逸東酒店（Eaton Hotels）
於2018年集團主席羅嘉瑞的大女兒羅寶璘上任逸東酒店總裁後，脫離朗廷酒店集團。
以下列出集團較為著名的數所旗艦酒店及物業。
- 伦敦朗廷酒店
- 波士顿朗廷酒店
- 香港朗廷酒店
- 墨尔本朗廷酒店
- 奥克兰康得思酒店
- 香港康得思酒店
- 北京康得思酒店
- 纽约朗廷酒店
- 广州朗豪酒店
- 上海朗廷酒店
- 海口朗廷酒店

#### 奕凨（Ying'nFlo）
- 香港金鐘奕凨衛蘭軒
- 香港灣仔奕凨（灣仔峽道3-5號）

## 參看
- 鷹君集團有限公司
- 朗廷酒店投資

## 外部連結
- 朗廷酒店集團官方網站 （页面存档备份，存于）